# Heinrich Sommer (Politiker)
Heinrich Sommer (* 18. August 1895 in Heiligenwald; † 1. Mai 1967 in Ost-Berlin) war ein deutscher Politiker (KPD) und Widerstandskämpfer gegen den Nationalsozialismus.

## Leben
Der Bergmannssohn absolvierte eine Lehre als Schlosser. 1912 schloss er sich dem Deutschen Metallarbeiter-Verband an, später wechselte er zum freigewerkschaftlichen Saarländischen Eisenbahnerverband. Ab 1914 arbeitete er bei der Eisenbahn, bis er 1915 in den Krieg eingezogen wurde.
1920 trat er der Kommunistischen Partei Deutschland (KPD) bei. Als Mitglied der KPD-Bezirksleitung Saar gehörte er zu den führenden saarländischen Parteifunktionären. Außerdem engagierte er sich ab 1929 in der Revolutionären Gewerkschafts-Opposition (RGO). Dort übernahm er den Vorsitz im Roten Eisenbahnerverband für das Saargebiet, der eine vergleichsweise kleine Organisation blieb.
1932 wurde Sommer für die KPD in den letzten Landesrat des Saargebietes gewählt. Zuvor war er bereits mehrere Jahre Mitglied des Kreistages (1926–1932).
Nach der Machtübernahme der Nationalsozialisten wurde Sommer 1934/35 von der KPD-Führung als Instrukteur für den Parteibezirk Saar eingesetzt. Im Saargebiet war die Partei vor dem Anschluss an das Deutsche Reich 1935 noch nicht für illegal erklärt worden. Nach der Saarabstimmung flüchtete Sommer Ende Januar 1935 nach Frankreich, wo er in der Emigrationsleitung der KPD arbeitete. Bald darauf wurde er für kurze Zeit inhaftiert und ausgewiesen, woraufhin er sich im Sommer 1935 nach Schweden absetzte. Dort unterstützte er den Vertrieb der Arbeiter Illustrierte Zeitung. Zugleich leitete Sommer in den Jahren von 1936 bis 1939 die illegale See- und Hafenarbeiter-Sektion der Internationalen Transportarbeiter-Föderation (ITF). Diese unterstützte besonders aktiv den Widerstand der Seeleute und Eisenbahner gegen das NS-Regime.
Von 1939 bis 1941 war Sommer in Schweden interniert. Ende April 1941 gestattete man ihm die Ausreise in die Sowjetunion. Dort arbeitete er zunächst als Schlosser in Charabali und in Kasachstan, bevor er ab September 1943 als Instrukteur in der Politischen Hauptverwaltung der Roten Armee tätig war. Er wurde zur Schulung und Agitation in Kriegsgefangenenlagern eingesetzt.
Zurück in Deutschland, arbeitete Sommer ab August 1946 für die Deutsche Zentralverwaltung (DDR) und ab 1949 für das ostdeutsche Außenministerium. 1960 wurde er mit dem Vaterländischen Verdienstorden in Silber ausgezeichnet.
Sein Sohn Hans Sommer (1917–1995) war SED-Parteifunktionär.